# Insidious: Chapter 2
Insidious: Chapter 2 är en amerikansk skräckfilm och thriller som hade världspremiär på bio den 13 september 2013 och sverigepremiär den 4 oktober 2013.  Filmen regisserades av James Wan med Patrick Wilson och Rose Byrne i huvudrollerna.

## Handling
Den hemsökta familjen Lambert utforskar en mystisk barndomshemlighet som håller de farligt sammankopplade med den andliga världen.

## Rollista
| Patrick Wilson  | – Josh Lambert      |
| Rose Byrne      | – Renai Lambert     |
| Ty Simpkins     | – Dalton Lambert    |
| Barbara Hershey | – Lorraine Lambert  |
| Lin Shaye       | – Elise Rainier     |
| Steve Coulter   | – Carl              |
| Leigh Whannell  | – Specs             |
| Angus Sampson   | – Tucker            |
| Andrew Astor    | – Foster Lambert    |
| Hank Harris     | – Ung Carl          |
| Jocelin Donahue | – Ung Lorraine      |
| Lindsay Seim    | – Ung Elise Rainier |
| Jenna Ortega    | – Annie             |